# Kỹ nữ

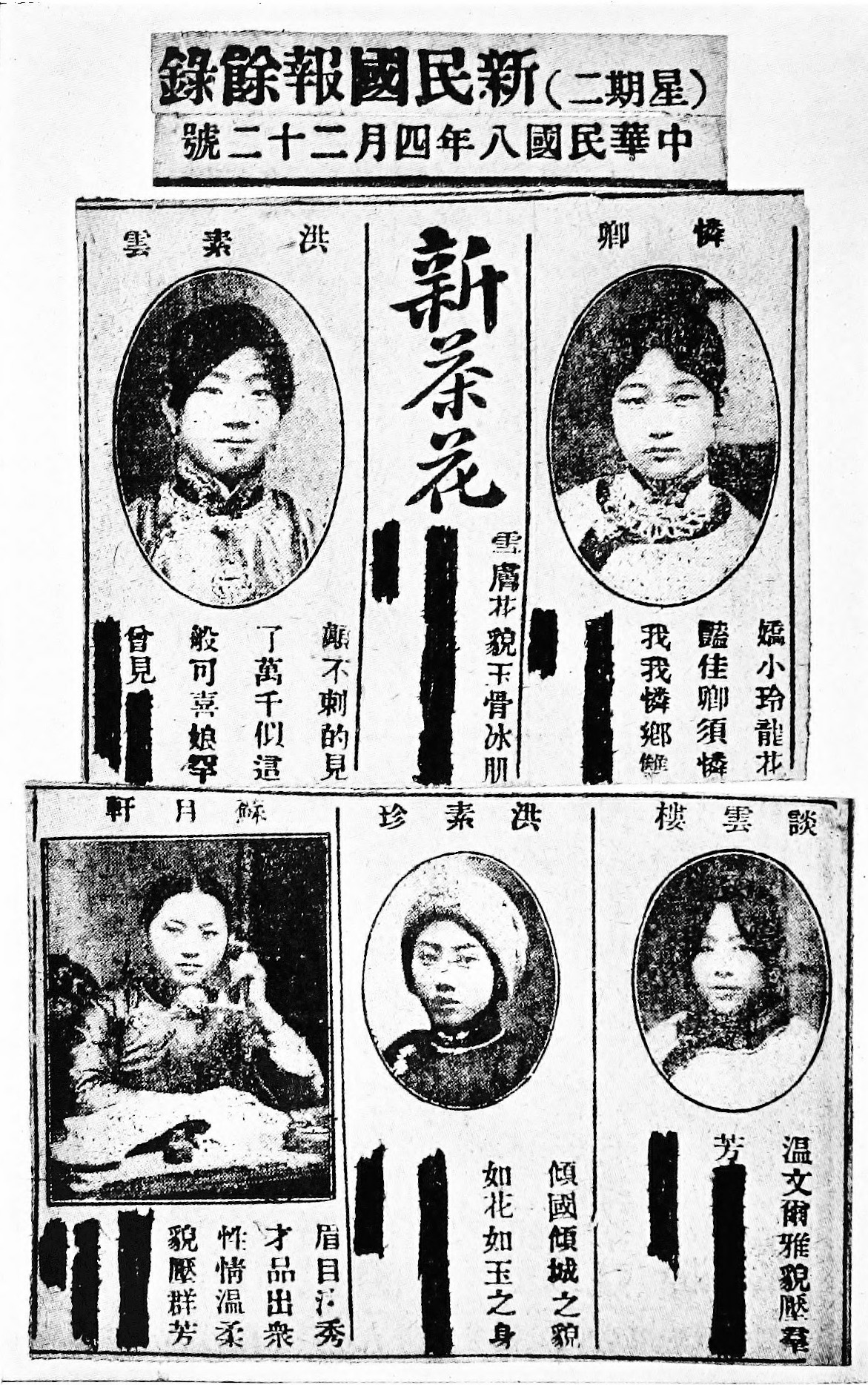
Ảnh về kỹ nữ Trung Quốc cuối đời nhà Thanh

Kỹ nữ (tiếng Trung: 妓女; bính âm: jì nǚ), hay còn gọi là xướng kỹ (tiếng Trung: 娼妓; bính âm: chāngjì) hoặc gái lầu xanh (giản thể: 青楼女子; phồn thể: 青樓女子; bính âm: qīng lóu nǚ zǐ; Hán-Việt: thanh lâu nữ tử), là dụng ngữ xuất hiện ở Trung Quốc. 
Nó ám chỉ một phụ nữ cung cấp dịch vụ đồng hành và giải trí (có thể bao gồm sự hài lòng về tinh thần hoặc thể chất). Theo truyền thống, nhiều kỹ nữ chỉ uống rượu và nói chuyện giải tỏa căng thẳng cho vị khách, họ biểu diễn chủ yếu là Âm nhạc, ca vũ có chất lượng nghệ thuật cao, đó là hình thức "bán nghệ" lành mạnh chứ không phải là "bán dâm", nhưng do sự phát triển của các tác phẩm văn học và phim ảnh, thuật ngữ hiện đại thường chỉ đề cập đến nhóm kỹ nữ chuyên bán dâm cho các dịch vụ tình dục. Gái mại dâm có thể trung lập hoặc xúc phạm vì địa vị xã hội thấp.

## Văn hóa

### Địa danh
Từ thời nhà Tống ở Trung Quốc, các kỹ viện ở Lâm An, Biện Kinh, Hàng Châu vốn là chốn ăn chơi của gái lầu xanh. Sang tới thời nhà Minh và hậu Nhà Thanh, ở Hồ Nam, Giang Nam hay Tứ Xuyên là tụ điểm ăn chơi có đông gái lầu xanh với đủ ngón hảo hạng.

### Văn chương và phim ảnh
- Kim Vân Kiều truyện của tác giả Thanh Tâm Tài Nhân, xuất hiện cuối thế kỷ 16, đầu thế kỷ 17.
- Lý Sư Sư ngoại truyện của tác giả Thi Nại Am.
- Trong phim Hoàn Châu Cách Cách phần 3, Hạ Doanh Doanh – cô kỹ nữ nổi danh về tài sắc ở Giang Nam. Nhan sắc và tài năng của cô nàng khiến vua Càn Long chết mê chết mệt.
- Phim Bạch Xà hậu truyện
- Phim Cung tỏa châu liêm, Mẫu Đơn do diễn viên Thư Sướng đảm nhận.
- Phim và tiểu thuyết Kim Bình Mai
- Phim Mối hận Kim Bình (1994)
- Phim Như Ý truyện, Thủy Linh Lung do Trương Dư Hi đảm nhiệm.